# Каратај медреса
37° 52′ 29″ С; 32° 29′ 34″ И / 37.874722° С; 32.492778° И
 Каратај медреса  (тур. Karatay Medresesi); је некадашња медреса чија је зграда данас музеј керамике. Налази се у Конији (тур. Konya), 200 km јужно од Анкаре (тур. Ankara), у централној Анадолији (тур. Anadolu) у Турској (тур. Türkiye Cumhuriyeti). Медреса је смештена у подножју брда и цитаделе, преко пута рушевина селџучке палате  са погледом на Аладин џамију (тур. Alâeddin Camii). Од 1954. године зграда медресе је обновљена и претворена у музеј са збирком керамике (посебно из периода Селџука). Медреса и каравансарај, изграђене су у периоду 1250–1251 године и највећи су сачувани споменици тог времена у Конији и околини. Каратај медреса је од 2014. године уписана на Унескову листу светске баштине (енгл. World Heritage Site).

## Историја
Каратај медреса је изграђена  у периоду 1250–1251 за време владавине Кејкавуса II (тур. II. Keykâvus) (1246–1262), који је био селџучки владар Румског султаната (под врховном влашћу Монголског царства). У куполастој ћелији са леве стране ајвана налази се гробница Џелаледина Каратаја (тур. Celâleddin Karatay), па се зато сматра да је он градитељ медресе, али је архитекта непознат. Медреса је изграђена након монголских инвазија на Анадолију па је резултат тога и њен дизајн који није стриктно архитектонски анадолско селџучки. Тлоцрт ове једноспратне зграда је правоугаони са двориштем и куполом. Из историјских извора се види да је медреса била важно место у културном животу Коније током селџучког периода, као и да је била место окупљања дервиша и шеријатских правника. Познато је да је у овој медреси предавао значајни персијски: исламски филозоф, теолог, правник, песник и суфи мистик тог периода, Џелалудин Руми (тур. Mevlânâ Celâleddîn-i Rûmî), коме је Каратај био близак. Медреса је коришћена и током османског периода а напуштена је крајем 19. века. Зграда је поправљена 1954. године и поново је почела да се користи као одељење за керамику Музеја  Конија (тур. Konya Müzesi).

## Архитектура
Медреса има правоугаони тлоцрт приближних димензија 31,5 x 26,5 метара. Улаз je кроз предворје  на углу зграде (на југоисточној страни), са мукарна (арап. مقرنص, енгл. мuqarnas, шп. мocárabes) декорацијом изнад улаза. Са спољашње стране налази се камени портал украшен геометријским и цветним мотивима као и натписом на на врху арапским писмом о датуму изградње и именом Џелаледина Каратаја. Зид портала је  декорисан наизменичним тракама сивог и белог мермера, техником аблака (арап. أبلق).  Портал, који није спојен са телом зграде, сличан је порталу оближње Аладин џамије (тур. Alâeddin Camii) и вероватно је дело занатлија из северне Сирије 1220-их година. Могуће је да је овај портал изграђен у исто време када и Аладин џамија па је као „модел” поново искоришћен за медресу. Зграда Каратај медресе се разликује од других медреса по куполи која је покривала централно двориште (која данас не постоји), као и по богатству и софистицираности у декорацији керамичких плочица. Кроз предворје се приступа већој сали са куполом (или централном дворишту), димензија 12 x 12 метара.  Купола је са отвором на врху (окулусом) кроз који се слива кишница у  квадратни базен на средини хола. Прелаз квадратне просторије у округлу куполу је остварен помоћу „турских троуглова” украшених црним, белим и тиркизним плочицама. Површина куполе је прекривена богатом облогом од плочица и мозаичких плочица, претежно у црној и тиркизној боји. Дуж основе куполе и око окулуса, на плочицама су разрађени геометријски мотиви, као и испреплетени натписи Куфским писмом.
 Купола Каратај медресе је изузетно значајна у погледу свог графичког изгледа и избора боја. Tиркизне, тамноплаве плочице и беле гипсане траке између њих, које покривају површину куполе, подсећају посматраче на небо. Прва упечатљива карактеристика ове композиције, која оставља дубок утисак  на оне који је посматрају, јесу низови звезда који чине јединствен систем. Двадесетчетворокраке звезде сложене су и повезане једна са другом различитим чворовима што ствара утисак неба са светлуцавим звездама, наглашавајући космогонијско значење, док са друге стране демонстрира врхунце до којих техника мозаик плочица може да достигне. Ова композиција је један од ретких примера која је преживела до данашњих дана. Доњи делови зидова украшени су шестоугаоним тиркизним плочицама са златном орнаментиком, од којих су већина натписи. Од главног хола бројна врата воде у оно што су некада биле мале приватне просторије (или спаваће собе) за студенте, али су оне пропале у 20. веку и њихов садашњи облик датира из реконструкције 1970-их. На западној страни ходника је ајван који је отворен директно ка главном холу. Две куполасте собе такође постоје са обе стране ајвана, у које се улази директно из централне сале. То су вероватно биле учионице (од којих је ајван вероватно био главна), док су остале можда биле намењене за зимску употребу. Просторија на северној страни ајвана такође је уништен у модерно доба. У јужној просторији је гробна комора која садржи кенотаф, како се сматра, оснивача медресе Џелаледина Каратаја.

## Музеј
Од 1954. године простор медресе се користи као Конија Каратај музеј керамике, у коме су изложене збирке селџучке керамике. Збирку музеја посебно су обогатили налази из 1960-их прикупљених при ископавању султанове летње резиденције, Кубадабад палате (тур. Kubadabad Sarayı) на обали језера Бејшехир (тур. Beyşehir Gölü), око 100 киолметра западно од Коније. Плочице из Кубадабад палате су у облику крстова, полукрстова, осмокраких звезда и квадрата, а израђене су техником подглазуре. Поред плочица Кубадабад палате изложени су: украси од гипса, уљане лампе и неглазирана керамика,  у ћелији у којој се налази гробница Џелаладина Каратаја као и у студентским ћелијама на југу. У ајвану су изложени фрагменти плочица из селџучког периода и керамика из османског периода. У дворани са куполом налази се керамика и комади плочица  са таванице Ешрефоглу џамије (тур. Eşrefoğlu Camii), из места Бејшехир на истоименом језеру (из селџучког периода), као и керамика из османског периода. Већина изложених дела у музеју припада селџучком а у мање обиму и османском периоду. Рестаурација зграде вршена је 2006. године, док је још један пројекат рестаурације био у току од 2019. године.

## Галерија
- Поглед на куполу са окулосом и „турским троугловима”
- Детаљ куполе
- Гробница у југозападном углу, где је вероватно сахрањен Џелаледин Каратај
- Мозаичке плочице из Кубадабад палате
- Керамичка посуда
- Керамичке посуде
- Плочица из Кубадабад палате